# Парис (Иллинойс)
Парис (англ. Paris) — город в США в штате Иллинойс, административный центр округа Эдгар. Находится на расстоянии 266 км к югу от Чикаго и 140 км к западу от Индианаполиса. Население города составляет 8837 человек по переписи 2010 года.

## История
Будущий город основан в 1826 году на участке, дарованном Сэмюэлом Венсом (Samuel Vance) специально для обустройства окружного центра. Статус самоуправляемого сельского поселения (incorporated village) получил в 1849 году. Город, вероятнее всего, получил свое название от слова Paris («Париж»), вырезанного на стволе мэрилендского дуба, что стоял в центре будущей городской территории.
Комиссионная форма местного самоуправления принята в 1915 году. В 1907 году л. Шоуфф приобрел бейсбольную команду Centralia White Stockings, переименовав её в Paris Colts. В 1908 году команда стала называться «Paris Parisians», а после игрового сезона того же года она разорилась. В городе возникла команда Paris Lakers, ставшая в 1956 году чемпионом лиги «Midwest League», была отделом команды Чикаго Кабс.

## Население
| Год переписи                    | Нас. |       | %±    |
| ------------------------------- | ---- | ----- | ----- |
| 1860                            | 1930 |       | —     |
| 1870                            | 3057 |       | 58,4% |
| 1880                            | 4373 |       | 43%   |
| 1890                            | 4996 |       | 14,2% |
| 1900                            | 6105 |       | 22,2% |
| 1910                            | 7664 |       | 25,5% |
| 1920                            | 7985 |       | 4,2%  |
| 1930                            | 8781 |       | 10%   |
| 1940                            | 9281 |       | 5,7%  |
| 1950                            | 9460 |       | 1,9%  |
| 1960                            | 9823 |       | 3,8%  |
| 1970                            | 9971 |       | 1,5%  |
| 1980                            | 9885 |       | −0,9% |
| 1990                            | 8987 |       | −9,1% |
| 2000                            | 9077 |       | 1%    |
| 2010                            | 8837 |       | −2,6% |
| 2016                            | 8418 | [ 4 ] | −4,7% |
| 1860–2016 U.S. Decennial Census |      |       |       |

Согласно данным переписи населения 2000 года в Парисе проживало 9077 человек, было 3874 домохозяйства и проживали 2382 семьи. Плотность населения составляла 728,6 человек/км2. Расовое распределение: 98,31 % белых, 0,51 % афроамериканцев, 0,21 % коренных американцев, 0,22 % азиатов, 0,01 % лиц, имеющих происхождение с островов Тихого океана, 0,25 % других рас и 0,48 % лиц двух или более рас. Латиноамериканцы любой из рас составляли 0,84% населения.

## Климат
Климат Париса отмечается высокими значениями температуры и равномерно распределенными осадками в течение всего года. За классификации климатов Кеппена климат Париса влажный субтропический («Cfa»).
| Показатель                    | Янв. | Фев. | Март | Апр. | Май | Июнь | Июль | Авг. | Сен. | Окт. | Нояб. | Дек. | Год |
| ----------------------------- | ---- | ---- | ---- | ---- | --- | ---- | ---- | ---- | ---- | ---- | ----- | ---- | --- |
| Средний суточный максимум, °C | 2    | 4    | 11   | 18   | 24  | 29   | 31   | 30   | 27   | 19   | 11    | 4    | 17  |
| Средний суточный минимум, °C  | −7   | −6   | −1   | 6    | 11  | 16   | 18   | 17   | 13   | 7    | 1     | −5   | 6   |
| Источник: Weatherbase         |      |      |      |      |     |      |      |      |      |      |       |      |     |

## Известные уроженцы
- Эд Карпентер — американский автогонщик.
- Карл Швитцер[англ.] — американский певец и актер.

## Ссылка
- Музей Аллис Чалмерс (англ.). Архивировано из оригинала 15 июня 2018 года.